# Angelino Alfano

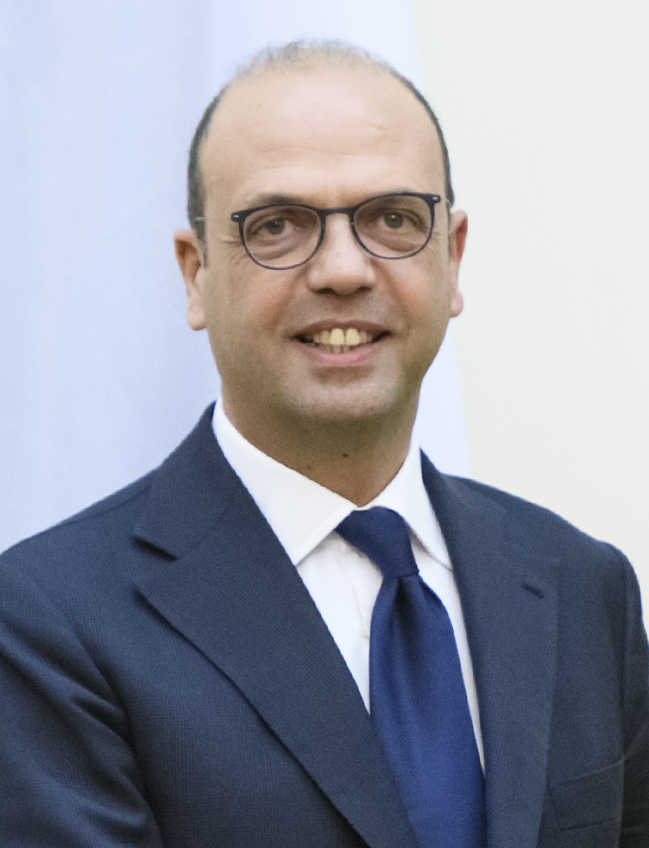
Angelino Alfano (2018)

Angelino Alfano (* 31. Oktober 1970 in Agrigent) ist ein ehemaliger italienischer Politiker (FI, PdL, NCD, AP). Er war von 2008 bis 2011 Justizminister unter Silvio Berlusconi, von 2013 bis 2014 stellvertretender Ministerpräsident unter Enrico Letta und bis 2016 Innenminister im Kabinett Renzi sowie von Dezember 2016 bis Juni 2018 Außenminister im Kabinett Gentiloni.
Im November 2013 verließ Alfano zusammen mit weiteren Regierungsmitgliedern und politischen Weggefährten Berlusconis die Forza Italia und gründete die neue Partei Nuovo Centrodestra („Neue rechte Mitte“), deren Vorsitz er übernahm. 2018 gab er den Parteivorsitz auf und trat nicht mehr zu den Parlamentswahlen an. 

## Politischer Werdegang
Nach einem Studium der Rechtswissenschaften an der Università Cattolica del Sacro Cuore in Mailand arbeitete Alfano als Rechtsanwalt und spezialisierte sich in Unternehmensrecht. Alfano trat ab 1994 als Silvio Berlusconis Rechtsbeistand auf. Seinem Wirken wird es zugeschrieben, dass Berlusconi gegen ihn gerichtete Gerichtsverfahren so lange hinauszögern konnte, bis sie nach italienischem Recht verjährt waren.
Alfanos politisches Engagement begann in der Democrazia Cristiana (DC), in deren Jugendorganisation Movimento Giovanile er wichtige Funktionen im Verband der Provinz Agrigent innehatte. Nach dem Auseinanderfallen der DC schloss er sich 1994 der neugegründeten, von Berlusconi geführten Partei Forza Italia an. Von 1996 bis 2001 saß Alfano im sizilianischen Regionalparlament. Er war Koordinator der Forza Italia für die Region Sizilien.
Bei den Parlamentswahlen 2001 wurde er für den Wahlbezirk XXIV (Sizilien 1) in die Abgeordnetenkammer gewählt, wo er unter anderem stellvertretender Vorsitzender des Ausschusses für Gesetzgebung war. 2006 wiedergewählt, war er bis 2008 Mitglied des Haushaltsausschusses. 2008 wurde er erneut ins Parlament gewählt, diesmal als Kandidat des Popolo della Libertà, dem Nachfolgebündnis der Forza Italia.

### Minister

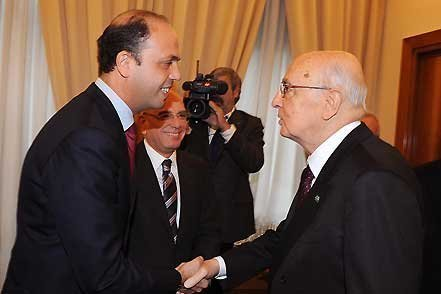
Alfano mit Staatspräsident Giorgio Napolitano (2009)

Am 8. Mai 2008 wurde er als Justizminister in Berlusconis viertes Kabinett berufen. Mit 37 Jahren war er dort einer der jüngsten Minister. Als Justizminister legte er auch das Gesetz Lodo Alfano vor, das Gerichtsprozesse gegen die Inhaber der vier höchsten Staatsämter für die Dauer ihres Mandats aussetzen sollte. Das Gesetz wurde im Oktober 2009 vom italienischen Verfassungsgericht für ungültig erklärt. Am 27. Juli 2011 trat Alfano zurück, um sich auf sein Parteiamt zu konzentrieren. Neuer Justizminister wurde Francesco Nitto Palma (bis dahin Staatssekretär im Innenministerium).
Am 28. April 2013 ernannte der neue Ministerpräsident Enrico Letta Alfano zum Innenminister und stellvertretenden Ministerpräsidenten. Ende September 2013 kündigte Alfano auf Berlusconis Druck hin zunächst an, gemeinsam mit den vier weiteren Ministern seiner Partei zurückzutreten und damit die Koalition zu beenden. Berlusconi wollte damit den nach seiner Verurteilung bevorstehenden Ausschluss aus dem Senat verhindern. Doch Alfano und die anderen Regierungsmitglieder aus Berlusconis Partei hielten dies angesichts der politischen und wirtschaftlichen Lage des Landes für unverantwortlich und blieben im Amt. 
Nach der Regierungsumbildung im Februar 2014 blieb Alfano im Kabinett Renzi Innenminister, verlor aber das Amt des Vizepremiers. In der Regierung Paolo Gentilonis wechselte Alfano am 12. Dezember 2016 an die Spitze des Außenministeriums. Er amtierte in dieser Position bis zum 1. Juni 2018.

### Partei
Am 1. Juni 2011 wurde Alfano zum Parteisekretär des Popolo della Libertà gewählt. Am 8. Juli 2011 gab Berlusconi in einem Interview bekannt, dass er zur Parlamentswahl 2013 nicht mehr für das Amt des Ministerpräsidenten kandidieren werde. Als sein Nachfolger werde Justizminister Alfano kandidieren. Am 9. November 2011 kündigte Berlusconi seinen Rücktritt an; drei Tage später reichte er ihn offiziell bei Staatspräsident Giorgio Napolitano ein. Der nachfolgenden Regierung von Mario Monti gehörte Alfano nicht mehr an.
Im Herbst 2013 spielte Alfano eine wichtige Rolle in einer Regierungskrise und in PdL-internen Meinungsverschiedenheiten zwischen Berlusconi, den fünf PdL-Ministern und PdL-Abgeordneten. Am 15. November 2013 gründete er wegen der Unstimmigkeiten mit Berlusconi die Partei Nuovo Centrodestra („Neue rechte Mitte“), deren Vorsitz er übernahm und zu der alle PdL-Minister aus der Kabinett Enrico Letta übertraten, so dass sich Berlusconi in der Opposition wiederfand. Im Februar 2014 beteiligte sich die Nuovo Centro Destra auch am Kabinett des folgenden Ministerpräsidenten Matteo Renzi (PD).
Im März 2017 benannte die NCD sich in Alternativa Popolare um. Im September 2018 trat er als Parteivorsitzender zurück. Nach seinem Rückzug aus der Politik, nahm er seine Tätigkeit als Rechtsanwalt wieder auf. 2022 wurde er von Staatspräsident Sergio Mattarella mit dem Großkreuz des Verdienstordens der Italienischen Republik ausgezeichnet.

## Verhältnis zur Mafia
2002 meldete die Zeitung „La Repubblica“, Alfano habe 1996 an der Hochzeit der Tochter des Mafiabosses von Palma di Montechiaro, Croce Napoli, teilgenommen und sei vom Mafiaboss geküsst worden. Alfano bestritt daraufhin, Croce Napoli zu kennen; er konnte sich auch nicht daran erinnern, dass er auf der Hochzeitsfeier von dessen Tochter gewesen sei. Tags darauf konnte er sich an die Hochzeit erinnern. Er sei als Freund des Bräutigams von diesem eingeladen worden, habe jedoch nicht gewusst, dass es sich um eine Mafiahochzeit handelte: „Ich muss mich nicht rechtfertigen, ich bin ein überzeugter und bekennender Mafiagegner seit dem Gymnasium.“ Im Oktober 2009 berichtete der „pentito“ Ignazio Gagliardo, Alfanos Vater habe über die Mafia Wahlstimmen für seinen Sohn gekauft.